# Fowler Knoll
Fowler Knoll är en kulle i Antarktis. Den ligger i Västantarktis. Inget land gör anspråk på området. Toppen på Fowler Knoll är 2 465 meter över havet.
Terrängen runt Fowler Knoll är platt västerut, men österut är den kuperad. Fowler Knoll är den högsta punkten i trakten. Trakten är obefolkad. Det finns inga samhällen i närheten.